# Sablonnières
Sablonnières is een gemeente in het Franse departement Seine-et-Marne (regio Île-de-France) en telt 628 inwoners (1999). De plaats maakt deel uit van het arrondissement Provins.

## Geografie
De oppervlakte van Sablonnières bedraagt 13,8 km², de bevolkingsdichtheid is 45,5 inwoners per km².
De onderstaande kaart toont de ligging van Sablonnières met de belangrijkste infrastructuur en aangrenzende gemeenten.

## Demografie
Onderstaande figuur toont het verloop van het inwonertal (bron: INSEE-tellingen).